# The Famous Flames
The Famous Flames foi um grupo vocal americano de rhythm and blues fundado em Toccoa, Geórgia, em 1953 por Bobby Byrd. James Brown começou sua carreira como membro dos Famous Flames, emergindo como cantor principal na época da primeira gravação profissional do grupo, "Please, Please, Please", em 1956.
Em canções de sucesso como "Try Me", "Bewildered", "Think", "I Don't Mind" e "I'll Go Crazy", as suaves harmonias vocais dos Flames contrastam surpreendentemente com a entrega bruta, apaixonada de Brown, e seus passos de dança sincronizados foram uma característica proeminente de seus shows ao vivo. Juntos, eles tiveram 12 canções que atingiram as paradas da revista Billboard R&B e  Pop, além de se apresentar em inúmeros álbuns, incluindo clássicos como o álbum ao vivo Live at the Apollo.
Eles apareceram em filmes como T.A.M.I. Show e Ski Party bem como em vários programas de TV. Membros dos Flames também contribuíram como compositores e coreógrafos. Em 2012 os Flames foram retroativamente indicados ao Rock & Roll Hall of Fame juntamente com Brown. Em sua página no site do Rock & Roll Hall of Fame, eles são descritos como "um grupo de cantores, artistas e dançarinos que criaram os elementos de um dos maiores shows ao vivo de todos os tempos."
Os Famous Flames são algumas vezes erroneamente identificados como a "banda" de James Brown, uma confusão parcialmente fomentada por suas gravadoras em seus inconsistentes créditos nos selos dos discos. Embora os membros do grupo tocassem instrumentos musicais em algumas de suas primeiras apresentações ao vivo e gravações, por volta de 1959 Brown contratou uma banda para turnês e deste ponto os Flames contribuíram principalmente como vocalistas de apoio e dançarinos. A banda era  anunciada separadamente como "the James Brown Band", e posteriormente como "the James Brown Orchestra".

## História

### Origens
James Brown começou a cantar com o grupo de R&B, Cremona Trio, quando morava em Toccoa, Geórgia. Em 1949, Brown, então com dezesseis anos, foi enviado para um centro de detenção juvenil após cometer diversos roubos à mão armada. Enquanto estava no centro de detenção, formou um grupo chamado The Swanees, que incluía Johnny Terry. A banda fez seus próprios instrumentos, incluindo pente, papel, um baixo feito de um lavatório e um kit de bateria feito de tubos, enquanto o próprio Brown tocava "um tipo de bandolim feito de uma caixa de madeira." Isto deu a Brown seu primeiro apelido, "Music Box".
Em 1952, o time de beisebol da escola de Brown jogou com outro time com Bobby Byrd na equipe e eles se tornaram amigos. Logo depois, Byrd e sua  família se ofereceram para serem seus responsáveis após sua soltura. Brown ganhou a liberdade condicional em 14 de junho de 1952, com a condição que não retornasse a sua cidade natal. Em resposta, Brown se mudou para a casa dos pais de Byrd em Toccoa, encontrando trabalho como lavador de pratos e tentando uma carreira como lutador de boxe e arremessador semiprofissional de beisebol.
Por volta desta época, Byrd formou um grupo vocal gospel, os Starlighters, que incluía a irmã de Byrd, Sarah. Em um ano, o grupo queria se apresentar cantando R&B mas tinha medo de ser confrontado pelos líderes da igreja por "cantar a música do Diabo". Isto levou o grupo a se apresentar com o nome de The Avons, que incluía Troy Collins, Doyle Oglesby, Sylvester Keels e Willie Johnson. Após decidirem se focar principalmente no R&B, eles aposentaram o nome Starlighters e se apresentavam na região da Carolina do Sul e Geórgia como os Avons.
Em 1954, Brown voltou sua atenção à musica com o grupo Ever Ready Gospel Singers, que incluía seu velho amigo da escola reformatória, Johnny Terry, que tinha ganho liberdade condicional aproximadamente na mesma época que Brown. Entretanto, quando o grupo não conseguiu um contrato de gravação, eles se separaram, levando Brown a retornar a Toccoa. Posteriormente ainda em 1954, os Avons encararam uma tragédia quando  Troy Collins morreu em um acidente de carro. Byrd pediu que Brown substituísse Collins. No começo, os vocais eram divididos entre Byrd, Keels e Brown. Johnny Terry pediu para se juntar ao grupo e trouxe consigo um guitarrista, Nafloyd Scott, e Fred Pulliam substituiu Johnson. Foi por volta desta época que mudaram o nome do grupo para The Toccoa Band evitando serem confundidos com outros dois grupos que também tinham o nome de Avons. Com a direção do empresário, Barry Tremier, o grupo começou a tocar instrumentos, com Brown na bateria e Byrd no piano.

### Sucesso inicial e primeira separação
Em 1955, após verem uma performance de Little Richard, o grupo deixou o gospel para trás e novamente mudou seu nome, desta vez, para The Flames. Enquanto se apresentavam em um clube de Macon, Geórgia, Clint Brantley (agente de Little Richard) aconselhou o grupo que adicionassem "Famous" ao seu nome. Naquele ano, Doyle Oglesby e Fred Pulliam deixaram o grupo e foram substituídos por Nashpendle "Nash" Knox e o sobrinho de Nafloyd, Roy, que também deixaram o grupo antes que assinassem seu primeiro contrato de gravação. Quando Little Richard se mudou de Macon para Los Angeles após o lançamento, em setembro de 1955, de "Tutti Frutti", Brantley incluiu a banda em todo local em que Richard se apresentasse, aumentando o sucesso do grupo.
O grupo começou a compor e apresentar suas próprias canções durante este tempo incluindo uma composição de James Brown chamada "Goin' Back to Rome" e uma balada coescrita por Brown com Johnny Terry de nome "Please, Please, Please". Antes do Natal de 1955, Brantley tinha entregue uma gravação demo de "Please, Please, Please" para uma estação de rádio local de Macon. A concepção de "Please, Please, Please" veio em duas partes: primeiramente, Etta James afirma que durante seu primeiro encontro com Brown em Macon, Brown "costumava levar consigo um velho guardanapo esfarrapado, onde Little Richard tinha escrito as palavras, 'please, please, please' e James estava determinado em fazer uma canção à partir disso...". A segunda parte da concepção da canção veio após Brown e Terry terem ouvido uma versão rock 'n' roll do grupo The Orioles do sucesso de Big Joe Williams, "Baby Please Don't Go", de onde eles pegaram a melodia.
"Please, Please, Please" foi tocada nas rádios de Macon, fazendo dela um sucesso regional no final de 1955. A gravação foi enviada para diversas gravadoras, que prontamente descartaram a canção. Mas dois selos de propriedade da King Records de Cincinnati procuraram o grupo e Ralph Bass da Federal Records acabou assinando com os Famous Flames em fevereiro de 1956. Um mês depois, eles regravaram a canção em Cincinnati. Após ouvir a gravação, o fundador da King Records, Syd Nathan, a considerou pouco comercial devido aos vocais de Brown e quase demitiu Ralph Bass.
"Please, Please, Please" foi lançada em maio de 1956 e por volta de setembro, o disco tinha atingido o número 6 da parada R&B. As constantes apresentações da canção no chamado chitlin' circuit manteve o disco nas paradas por um ano, e em 1957, tinha vendido mais de 5000 cópias. O disco eventualmente vendeu entre um e três milhões de cópias. A maioria dos singles lançados pelos Flames após "Please, Please, Please" (9 deles) falharam em gerar algum sucesso incluindo "I Don't Know", "No No No", "Just Won't Do Right" e "Chonnie-On-Chon". O grupo tinha trocado de empresários e estavam agora com Ben Bart, chefe da Universal Attractions Agency. Bart aconselhou o grupo a mudar seu nome para The Famous Flames with James Brown. Isto levou a dissensão entre o grupo e Bart deu um ultimato dizendo "ficar e trabalhar por $35 por noite ou ir para casa". O grupo respondeu indo para casa. Brown e Bart contrataram membros do grupo vocal The Dominions para substituir os Flames originais.

### Estrelato
Após várias gravações sem entrar nas paradas, os Famous Flames estavam correndo perigo de ser dispensados pela Federal em 1958. Johnny Terry deu a  Brown uma balada que era baseada na canção "For Your Precious Love" de Jerry Butler & The Impressions com o título "Try Me". A canção se tornou o primeiro sucesso R&B número um dos Famous Flames no começo de 1959. Seguindo o sucesso desta canção, Brown, de repente despediu os membros do grupo The Dominions/Flames, "Big Bill" Hollings, J.W. Archer e Louis Madison. Estes, juntamente com Willie Johnson, outro membro interino do grupo, formaram em São Francisco outro grupo , o The Fabulous Flames. Este grupo lançou alguns singles sem sucesso na pequena gravadora "Bay-Tone Records", antes de cair na obscuridade. Então Brown e Terry pediram à Bobby Byrd que retornasse, o que ele fez, e adicionaram novos membros: Bobby Bennett e Lloyd Stallworth. Esta foi a formação mais duradoura dos The Famous Flames, que se tornou um grupo vocal neste ponto, assim Brown, com a ajuda de Byrd, empregou o velho grupo de J.C. Davis, The Bucketheads, como sua banda de apoio. O grupo (agora James Brown and The Famous Flames) se apresentaram no Apollo Theater em abril de 1959, a primeira apresentação de Brown naquele local, abrindo para Little Willie John.
Naquele ano, Brown teve seu primeiro sucesso solo, "I Want You So Bad", que alcançou o Top 20 das paradas R&B. Em 1960, Brown e os Flames tinham uma sequência de canções bem sucedidas tais como "Think", "Bewildered","I Don't Mind", "This Old Heart" e "I'll Go Crazy". Por volta de 1962, três versões de "The James Brown Show" foram gravadas: James com os Famous Flames, James com sua banda instrumental e James em solo. Em 1962, os Famous Flames obtiveram sucesso com "Shout and Shimmy", sua versão da canção dos The Isley Brothers' "Shout". James e os The Famous Flames se apresentaram cantando esta canção no programa de Dick Clark American Bandstand, transmitido em 11 de junho de 1962. Sua gravação ao vivo de 1963 no Apollo Theater foi lançada como Live at the Apollo, que ficou em número dois na parada Pop. Vendeu mais de um milhão de cópias e ficou nas paradas por quatorze meses, uma façanha sem precedentes para um álbum de R&B naquela época. Em 1964, o grupo atingiu o pico de sua popularidade quando apareceram no filme/concerto de 1964 da American International Pictures,  T.A.M.I. Show. Brown & The Flames estrearam sua apresentação de "Please, Please, Please", que se tornou a marca registrada do grupo, durante aquele show, onde Brown cai de joelhos, com Bobby Bennett e o MC Danny Ray jogando uma capa (ou uma toalha) por cima dele, o consolando e caminhando com ele para longe do microfone antes de Brown decidir retornar ao microfone. Esta seria uma marca dos shows de Brown pelo restante de sua carreira.
Em 1964, o grupo gravou outro álbum ao vivo de grande sucesso, Pure Dynamite! Live at the Royal, que assim como Live at The Apollo, alcançou o Top 10 da parada Álbuns Pop da revista Billboard. Os Flames também contribuíram com a gravação do álbum de estúdio de 1964,  Showtime. Durante este período, os créditos dos selos de vários singles e álbuns eram muito inconsistentes, levando muito fãs de Brown a acreditar que os Famous Flames eram, na verdade, a banda de apoio de Brown, ao contrário do grupo vocal que eram. Em 1964, James & os Flames tiveram outro suceso Top 40 com a balada blues "Oh Baby Don't You Weep", que alcançou o número 23 da parada Pop e número quatro da parada Cashbox R&B. Mais tarde, naquele ano, eles lançaram sua última gravação juntos, "Maybe the Last Time", que foi Lado-B do single de James Brown "Out of Sight". Neste último single de estúdio, como em todos de seus discos pela Smash, os Flames não receberam crédito nos selos.

### Ascensão de Brown e declínio do grupo
Em 1964, James Brown e Bobby Byrd formaram sua própria companhia de produção, a Fair Deal, em uma tentativa de promover suas gravações para uma plateia mais diversificada. Como resultado, Brown assinou um contrato com a Smash Records, uma subsidiária da Mercury para a distribuição dos discos. Após o lançamento de "Out of Sight", entretanto, a King Records, proibiu Brown de lançar qualquer outro disco pois ele não tinha obtido o consentimento de sua gravadora. Isto resultou em uma ano sem nenhum lançamento de qualquer material de Brown. Em 1965, o single lançado pela King "Papa's Got a Brand New Bag", que se tornou o primeiro número 1 como artista solo nas paradas R&B, bem como atingir o Top 10 da parada Billboard Hot 100. A canção também forneceu o tom dos primeiros vislumbres de um novo som cultivado por Brown e sua banda, que mais tarde seria rotulado como funk.
O grupo se apresentou em filmes de Hollywood tais como Ski Party e apareceu duas vezes no porgrama The Ed Sullivan Show em 1966  (onde os Flames não foram creditados). Também começaram a se apresentar fora dos EUA e se tornaram uma grande atração. Sobre o sucesso do grupo fora da América, Bobby Bennett disse em uma entrevista de 2012 no jornal Cleveland Plain Dealer;
"Estávamos atraindo multidões em todos os lugares que íamos". "Não apenas na América. Poderíamos ir à Londres ou Paris e não conseguíamos nem deixar o hotel para ir a passeios turísticos porque as pessoas nos atacavam."
As aspirações de Brown sobre uma carreira solo levaram a outras brigas no grupo, que sentiam que eles não estavam sendo recompensados apropriadamente. Lloyd Stallworth deixou os Flames logo após a primeira apresentação do grupo no The Ed Sullivan Show no começo de 1966, restando Brown, Byrd e  Bennett. A discórdia cresceu ao longo de 1966 e 1967, e em 1968 o resto dos membros dos Famous Flames decidiram seguir em suas carreiras separadamente. E o grupo silenciosamente desapareceu. Em 1968, a King lançou Live at the Apollo, Volume II mas editou o nome dos Famous Flames durante a introdução do show, já que eles já tinham deixado Brown. O relançamento de 2003 em CD do álbum corrigiu isso, restaurando o nome dos The Famous Flames na introdução.

### Últimos anos e litígio
Embora Byrd tenha se reunido com Brown em diversas ocasiões nas décadas seguintes, os Famous Flames nunca se apresentaram com ele como um "grupo" novamente. Brown falou dele com desdenho em sua autobiografia de 1986, afirmando que embora "eles fossem bom no palco, [eles] não conseguiam cantar tão bem." Entretanto, em outros artigos ele se referia a eles favoravelmente como "um bom e verdadeiro  quarteto".
Em 2003, Byrd e sua esposa, Vicki Anderson, juntamente com os ex-membros dos Famous Flames Bobby Bennett e Lloyd Stallworth, processaram Brown e a  Universal Records (que agora possui o catálogo da King Records), alegando que eles foram enganados quanto aos royalties referente aos samples do sucesso de Byrd de 1971 "I Know You Got Soul" e inúmeros outros sucessos dos  Famous Flames ao longo dos anos. Ao contrário dos rumores que ele tinha "sangue ruim", Byrd afirmou que "ainda amava" Brown e sentia que o assunto era mais devido a questões com Universal do que com Brown.
Lloyd Stallworth morreu em 2001, Johnny Terry em 2005 e Brown em dezembro de 2006. Muito emotivo, Byrd se apresentou no funeral público de Brown em Augusta cantando "Sex Machine" e "I Know You Got Soul". Byrd morreria nove meses depois, em setembro de 2007. Bobby Bennett, o último membro vivo dos The Famous Flames, viveu o bastante para ver o grupo ser indicado em 2012 ao Rock and Roll Hall of Fame, antes de falecer em 18 de janeiro de 2013.

## Rock and Roll Hall of Fame - controvérsia e indução em 2012
Em 1986, o primeiro comitê do Rock & Roll Hall of Fame anunciou que James Brown seria um dos primeiros a ser induzidos ao the Hall of Fame. Entretanto, o antigo grupo de Brown, os Famous Flames, não foram induzidos. O critério do Rock & Roll Hall of Fame afirma que apenas artistas cujas primeiras gravações foram lançadas a mais de 25 anos são elegíveis para indução. A primeira gravação solo de Brown não entrava neste critério. O presidente e chefe executivo do Rock & Roll Hall of Fame, Terry Stewart, argumentou que Brown era sim elegível para a indução mas como membro dos  The Famous Flames. No que se refere à falha do Hall of Fame em induzir os Flames com Brown em 1986, Stewart disse: "Não havia nenhuma intenção legislativa para que eles não fossem incluídos; de alguma forma eles simplesmente foram esquecidos." 
Em 2011, um comitê especial foi escolhido para corrigir exclusões que possam ter ocorrido durante os dois primeiros anos da indução ao Hall of Fame (1986 and 1987) devido ao impacto dos vocalistas principais das bandas. Os Famous Flames (Byrd, Bennett, Terry e Stallworth) foram induzidos em abril de  2012 entre outros "grupos de apoio" tais como The Midnighters (Hank Ballard), The Comets (Bill Haley), The Crickets (Buddy Holly), The Blue Caps (Gene Vincent) e The Miracles (Smokey Robinson). Como todos estes vocalistas principais eram na verdade membros destes grupos, estes não eram realmente "grupos de apoio". Isto foi destacado por Smokey Robinson, que fez as honras de indução para todos estes grupos, incluindo aí seu próprio grupo, os Miracles, e afirmou: "Estas pessoas não ficavam 'atrás de você'. Ficavam 'com' você".  "'Não' eram grupos de apoio. Estes 'eram' os grupos." Bennett, como único sobrevivente dos Famous Flames, aceitou a horaria em pessoa em Cleveland em 14 de abril de 2012. Bennett afirmou ainda que a indução não era apenas uma correção de um erro do comitê do Rock and Roll Hall of Fame em 1986 mas também uma reunião: "Por anos, eu senti que estávamos todos separados," disse Bennett. "Sinto que estamos juntos novamente, eu queria que estivéssemos todos aqui como um grupo. Sim, James Brown foi o mais famoso dos Flames, mas todos nós eramos os Famous Flames."
Atrás do palco, durante a cerimônia de indução, o vocalista principal dos Miracles, Smokey Robinson, disse, "Se James Brown foi o "Hardest Working Man in Show Business" (Homem mais trabalhador no mundo dos negócios), os Famous Flames foram o 'grupo' mais trabalhador".
Os Famous Flames apareceram no filme biográfico de James Brown Get on Up, que foi lançado nos EUA em 1º de agosto de 2014.
Em maio de 2012, a revista musical mais antiga Goldmine induziu James Brown & The Famous Flames em sua primeira turma da  The Goldmine Hall of Fame.

## Membros e ex-membros
| - James Brown - Bobby Byrd - Johnny Terry - Sylvester Keels - Nash Knox - Nafloyd Scott - Bobby Bennett - "Baby Lloyd" Stallworth - Willie Johnson | - Troy Collins - Fred Pulliam - Roy Scott - Doyle Oglesby - Bill Hollings - Robert Gram - JW Archer - Louis Madison |

## Discografia
- 1956: "Please Please Please"
- 1958: "Try Me!" (relançado como: 16 Hits:The Unbeatable James Brown & The Famous Flames)
- 1960: "Think!"
- 1961: "The Amazing James Brown"[38]
- 1962: "Shout and Shimmy"
- 1962: "Excitement (Mr. Dynamite)"
- 1962: "James Brown and His Famous Flames Tour the U.S.A."
- 1963: "Live at the Apollo"
- 1963: "Pure Dynamite! Live at the Royal"
- 1964: "Showtime"
- 1967: "James Brown & The Famous Flames Live at The Garden"
- 1968: "Live at the Apollo, Volume II"

## Prêmios
- Grammy Hall of Fame:
- "Live at The Apollo" (King Records, 1963) -James Brown & The Famous Flames* (Induzido em 1998)[39]
- "Please, Please, Please"-James Brown & The Famous Flames (Federal (King) Records, 1956 R&B Single) – Induzido em 2001
- "Rock and Roll Hall of Fame" – The Famous Flames (Induzido em 2012) James Brown (Induzido em 1986)[40][41]
- Goldmine Magazine Hall of Fame  – James Brown & The Famous Flames (Induzido em 2012)[42]
- Lista dos 500 melhores álbuns de todos os tempos  da revista Rolling Stone
- "Live at The Apollo" (1963) – James Brown & The Famous Flames*  (Premiado em 2003)
- "Biblioteca do Congresso-Registro Nacional de Gravações"
- "Live at The Apollo" (1963) –  James Brown & The Famous Flames*  (Premiado em 2004)
- "The Rock and Roll Hall of Fame's"
- "500 Songs That Shaped Rock and Roll"
- "Please, Please, Please" – James Brown & The Famous Flames* (Federal (King) Records, 1956
  - R&B Single (lista compilada em 2004)[43]
- Billboard – "Try Me" – James Brown & The Famous Flames
  -     1. 48 Pop, #1 R&B, and the Best-Selling R&B Hit Song of 1958 ,.[44][45]

  - Incorretamente creditado somente à James Brown.*

## Outras fontes
- White, Cliff and Weinger, Harry (1991). Are You Ready for Star Time?. In Star Time [CD liner notes]. London: Polydor Records.
- Wolk, Douglas. (2004). Live at the Apollo. New York: Continuum Books.